# Hemictenius lopatini
Hemictenius lopatini är en skalbaggsart som beskrevs av Medvedev 1959. Hemictenius lopatini ingår i släktet Hemictenius och familjen Melolonthidae. Inga underarter finns listade i Catalogue of Life.